# Generalstab der Streitkräfte der Russischen Föderation

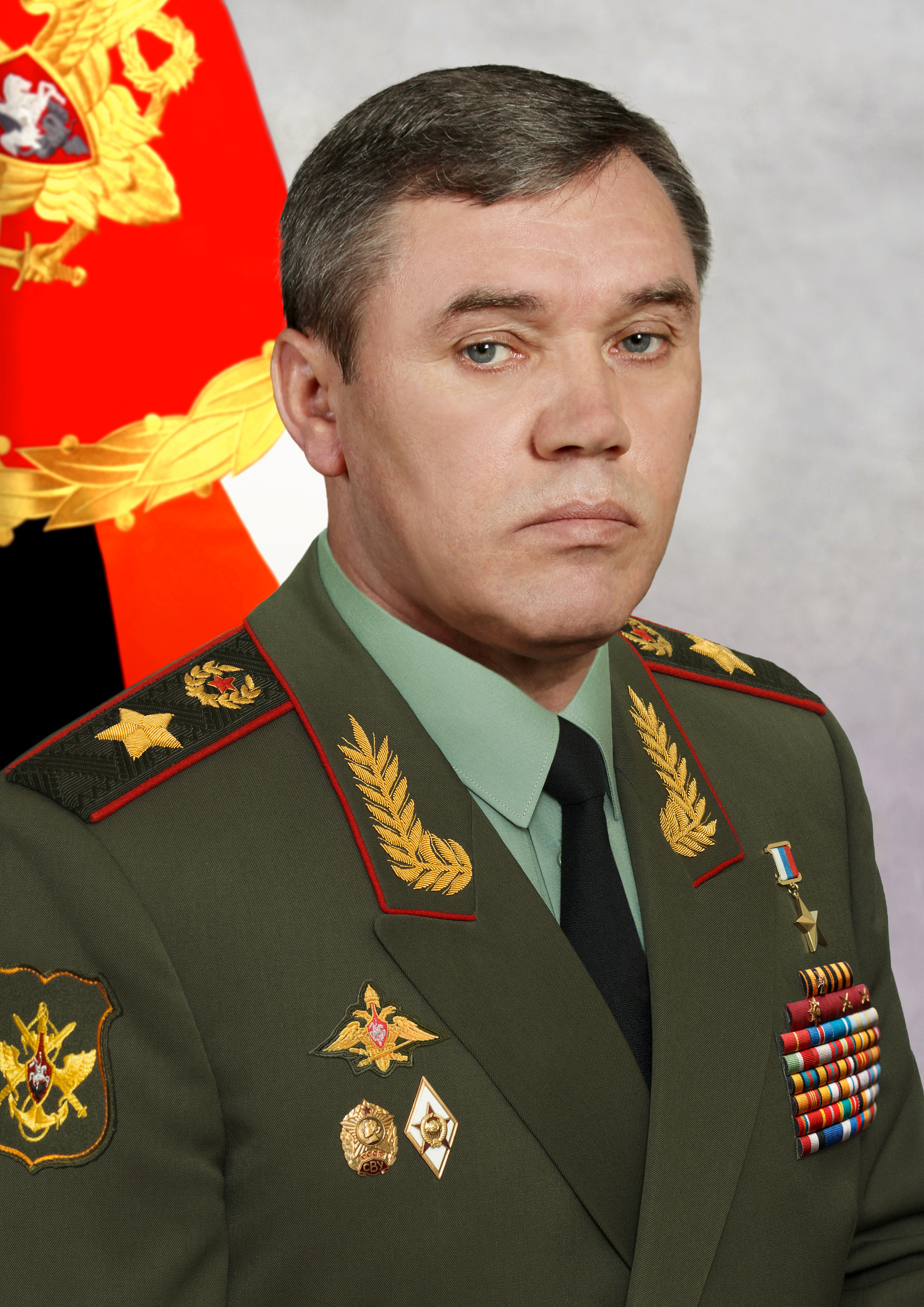
Waleri Gerassimow (2017)

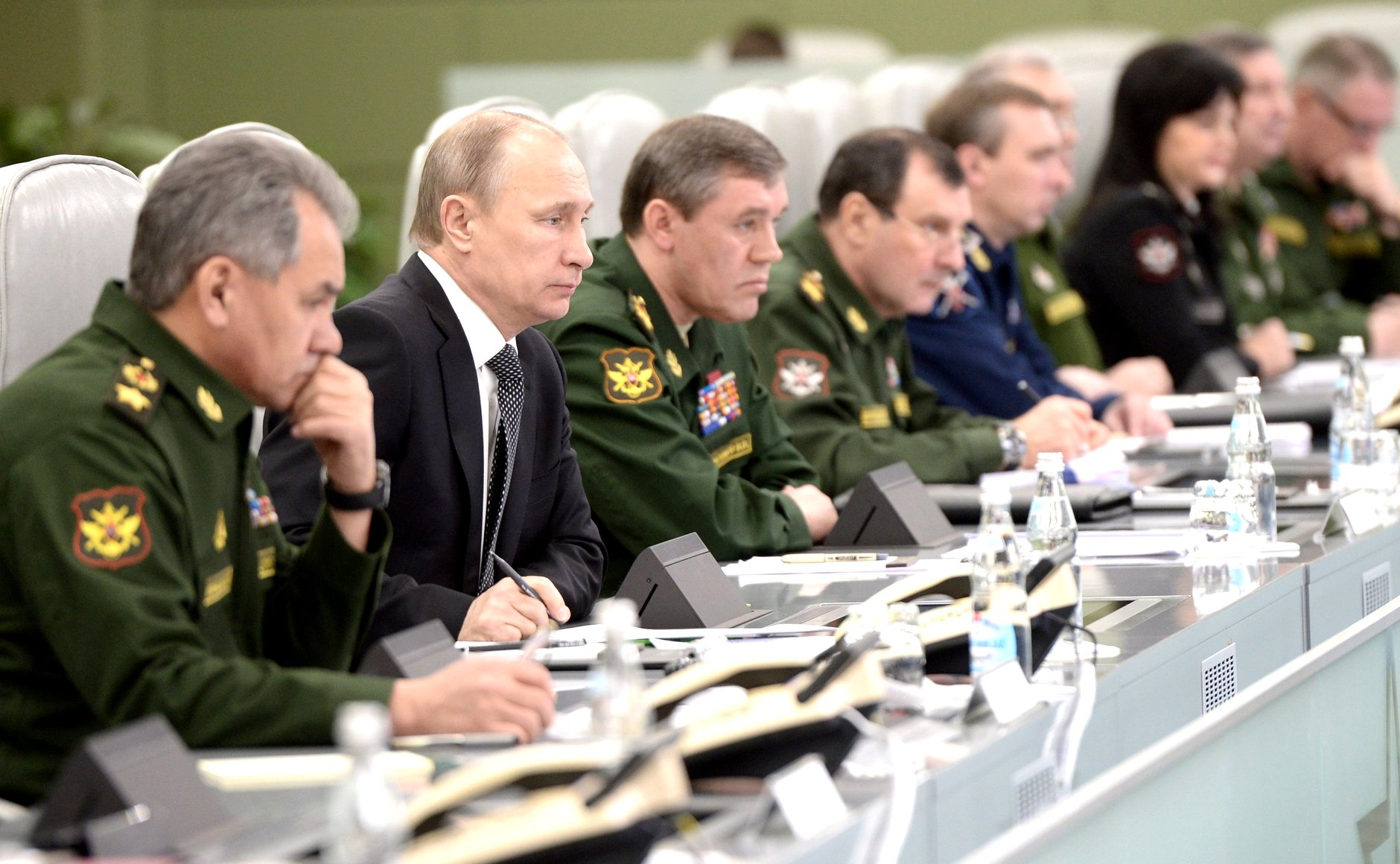
Wladimir Putin im Generalstab der Streitkräfte

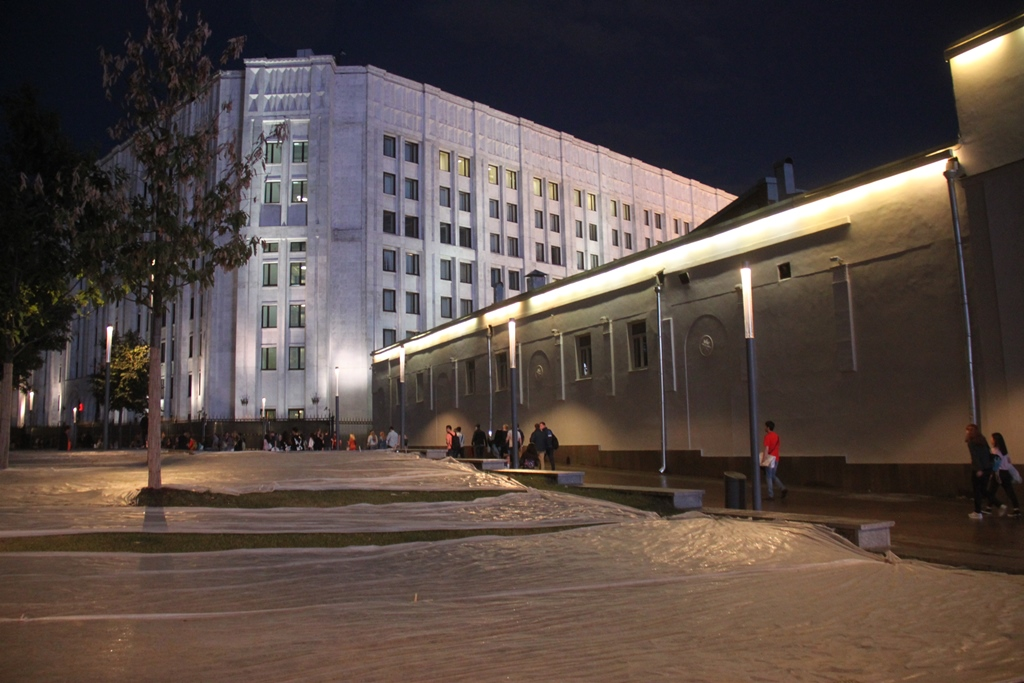
Neues Gebäude des Generalstabs in der Snamenka-Straße

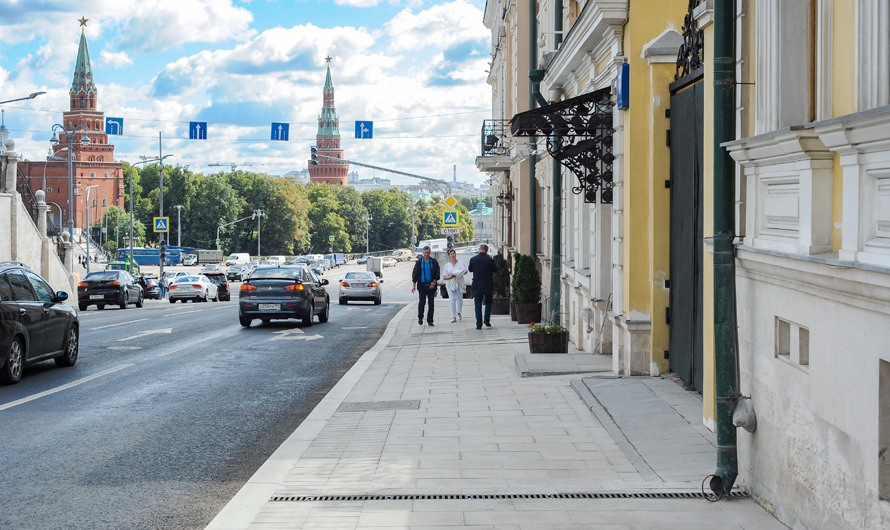
Snamenka-Straße

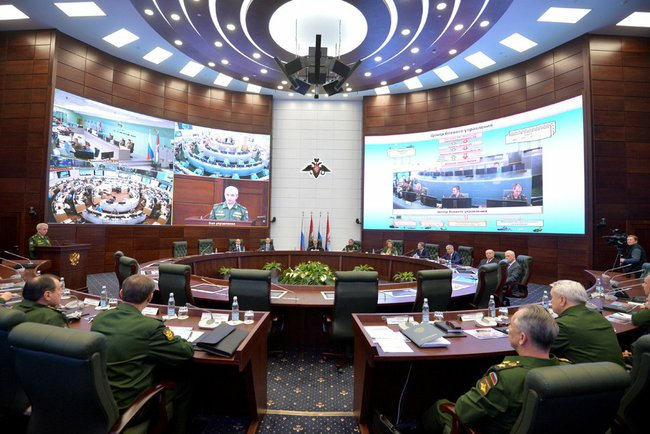
Kontroll- und Interaktionshalle des Generalstabs der Streitkräfte

Flagge des Generalstabschefs

Der Generalstab der Streitkräfte der Russischen Föderation (russisch Генеральный штаб Вооружённых сил Российской Федерации) ist das zentrale Organ des Militärkommandos des Verteidigungsministeriums der Russischen Föderation und das Hauptorgan der operativen Kontrolle der Streitkräfte der Russischen Föderation.
Waleri Gerassimow ist seit 2012 Generalstabschef. Nikolai Wassiljewitsch Bogdanowski ist seit 2014 erster stellvertretender Generalstabschef.
Das Generalstabsgebäude befindet sich in Moskau im Bezirk Arbat in der Snamenka-Straße 14/1 und 19. Zusammen mit dem Hauptgebäude des Verteidigungsministeriums und mehreren Bürogebäuden der Stabsdirektion in der Nähe bildet es den sogenannten „Arbat-Militärbezirk“, wie er unter Militärangehörigen oft genannt wird.

## Struktur
Der Generalstab der russischen Streitkräfte ist in folgende Abteilungen gegliedert:
- Hauptgeschäftsstelle
- Hauptdirektion Kommunikation
- Glawnoje Raswedywatelnoje Uprawlenije (GRU), Militärgeheimdienst
- Hauptdirektion für organisatorische Mobilisierung
- Direktion funkelektronische Kampftruppen
- Militärtopografische Direktion
- Hauptkommando Russisches Heer
- Hauptkommando Russische Seekriegsflotte
- Hauptkommando Russische Luftstreitkräfte
- Luft- und Weltraumkräfte, Weltraumtruppen und Luft- und Lenkflugkörper (Cruise-Missile) Verteidigungskräfte (Войска противовоздушной и противоракетной обороны)
- Hauptkommando Streitkräfte strategische Raketen (Ракетные войска стратегического назначения Российской Федерации (РВСН РФ)), landgestützte Interkontinentalraketen (ICBMs)
- Hauptkommando Luftlandetruppen (Russland)
- Hauptkommando  Sondereinsatzkräfte der Streitkräfte der Russischen Föderation
- Zentrum für staatliches Verteidigungsmanagement, auch bekannt als Kontrollzentrum für staatliche Verteidigung (NDCC)
- Direktion für operative Ausbildung
- Achte Direktion, Schutz von Informationen, Schutz von Staatsgeheimnissen
- Direktion Truppendienst und Wehrdienstsicherheit
- Direktion Bau und Entwicklung Unbemanntes Luftfahrzeug (Drohne)
- Direktion Strahlen-, Chemie- und Bio-Abwehrtruppen
- Direktion der Ingenieurtruppen
- Hauptdirektion für Tiefseeforschung
- Zentraler Kommandoposten
- Hydrometeorologischer Dienst
- Hauptrechenzentrum des Generalstabs (GWZ) (russisch Главный Вычислительный Центр (ГВЦ)) zur Erbringung von IT-Diensten und Automatisierung der Streitkräfte[1][3]
  - Flugkörper-Vorausplanung[4]
  - Einheit für die Programmierung von Lenkflugkörpern und Marschflugkörpern.[5]

## Aufgaben
In Übereinstimmung mit den Entscheidungen des Präsidenten Russlands (des Oberbefehlshabers) und des Verteidigungsministers verwaltet der Generalstab die Streitkräfte, organisiert die Verteidigungsplanung der Russischen Föderation, das Mobilisierungstraining und die Mobilisierung und koordiniert auch die Aktivitäten anderer Truppen, Militär- und Sonderformationen im Verteidigungsbereich.
Im Jahr 2004 wurden die Hauptaufgaben und Funktionen des Generalstabs geklärt. Im Rahmen der Verwaltungsreform wurden eine Reihe von Funktionen und Aufgaben gestrichen: administrative und wirtschaftliche. Im Zuge der 2008 eingeleiteten Militärreform wurden im Verteidigungsministerium zwei funktionale Zuständigkeitsbereiche gebildet: Der erste plant den Einsatz der Streitkräfte, der zweite die Bereitstellung von Truppen. Es wurde ein Übergang zu einem dreistufigen Prinzip der Verantwortung vollzogen: Die Hauptkommandanten sind für das Kampftraining verantwortlich, der Generalstab, vereinte strategische Kommandos und Formationen sind für das operative Training verantwortlich. Infolge der Transformationen wurde der Generalstab von doppelten Funktionen befreit und zu einem vollwertigen strategischen Planungsgremium, das die Streitkräfte organisiert und verwaltet.
Die Hauptaufgaben des Generalstabs sind:
- Umsetzung der strategischen Planung des Einsatzes der Streitkräfte, anderer Truppen, militärischer Formationen und Körperschaften unter Berücksichtigung ihrer Aufgaben und der militärisch-administrativen Aufteilung des Landes;
- Durchführung von Einsatz- und Mobilisierungstrainings der Streitkräfte, Koordinierung des Einsatz- und Mobilisierungstrainings anderer Truppen, militärischer Formationen und Körperschaften sowie Überwachung des Zustands ihrer Mobilisierungsbereitschaft;
- Koordination der Bau- und Entwicklungsaktivitäten anderer Truppen und militärischer Formationen;
- Durchführung von Aktivitäten zur Aufrechterhaltung der Kampf- und Mobilisierungsbereitschaft der Streitkräfte;
- Übertragung der Streitkräfte auf die Organisation und Zusammensetzung der Kriegszeiten, die Organisation des strategischen Einsatzes und des Mobilisierungseinsatzes der Streitkräfte;
- Koordinierung der Aktivitäten zur Durchführung der Militärregistrierung in Russland, Vorbereitung der Bürger auf den Militärdienst und die Wehrpflicht;
- Organisation von Geheimdienstaktivitäten;
- Planung und Organisation der Kommunikation in den Streitkräften, Festlegung des Verfahrens zur Nutzung und Planung der Nutzung des Hochfrequenzspektrums;
- Entwicklung von Maßnahmen zur Organisation der elektronischen Kriegsführung in den Streitkräften;
- Topographische Unterstützung der Streitkräfte;
- Schutz der Staatsgeheimnisse bei den Streitkräften;
- Organisation des Militärdienstes und Gewährleistung der Sicherheit des Militärdienstes bei den Streitkräften;
- Militärwissenschaftliche Forschung in den Streitkräften
- Cruise-Missile – Programmierung

## Führung des Generalstabs
- 1992: Wiktor Petrowitsch Dubynin
- 1992–1996: Michail Petrowitsch Kolesnikow
- 1996–1997: Wiktor Nikolaewitsch Samsonow
- 1997–2004: Anatolij Waßil’jewitsch Kwaschnin
- 2004–2008: Juri Balujewski
- 2008–2012: Nikolai Makarow
- ab 9. November 2012: Waleri Gerassimow

Am 25. Januar wird der Tag des Generalstabs der Streitkräfte Russlands gefeiert.